# PRC6SJO - Trilho do Norte Pequeno

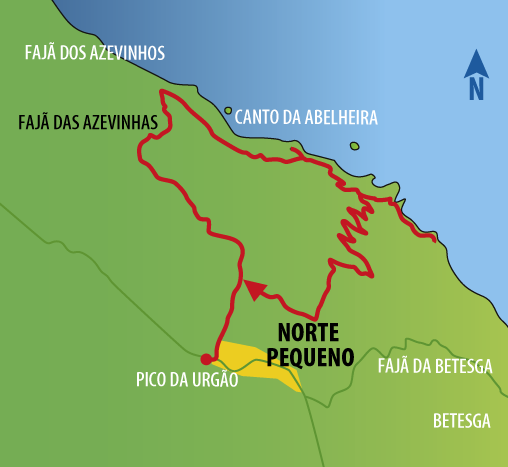
PRC6SJO - Trilho do Norte Pequeno

O Percurso Pedestre do Norte Pequeno constitui-se num percurso pedestre que se estende por 11 quilómetros numa rota quase circular que tem o seu começo e fim na freguesia do Norte Pequeno, concelho da Calheta, localizada na costa norte da ilha de São Jorge, passando pela Fajã do Mero,  Fajã da Penedia e pela Fajã das Pontas.

## Descrição
Este percurso tem inicio junto da Cooperativa de Lacticínios do Norte Pequeno e estende-se ao longo da freguesia em direcção ao mar, indo se o caminhante quiser até á beira da água salgada. Depois de caminhar 600 metros iniciados desde no começo do percurso, o caminhante encontra entra um caminho de terra batida, composto por saibro vermelho, localmente denominado bagacina e que não é mais do que espuma vulcânica. Neste é possível observar as grandes formações de urze que se estendem pela pastagens dando um colorido próprio á paisagem. 
Depois de andar por cerca de 1,5km o caminhante entra num caminho de pé posto, relativamente estreito que atravessa um local de captação de água de nascente utilizada para o consumo doméstico. 
Este trilho, por sua vez, desce a falésia, serpenteando por entre uma exuberante floresta endémica, típica das florestas da Macranósia, onde se destacam as Urzes, as Faias, os Incensos e as Conteiras. Também aqui é possível encontrar uma abundância de Inhame, muito elevada dado que estas planta já foi a base de sustentação de toda uma população pobre e que tirava o seu sustento da terra, é ainda possível Vimieiros e Espadana que marcam o testemunho das populações que habitavam as fajãs.
Quando finalmente o caminhante acaba de descer a falésia e chega à Fajã do Mero, além de a poder explora à sua vontade e depois, seguindo o caminho principal, irá em direcção à Fajã da Penedia. Aí, virando à esquerda para o centro da fajã poderá ver a Ermida de Santa Filomena recentemente reconstruída. Voltando atrás para o trilho principal, subirá sempre até encontrar um entroncamento em que virando à sua direita subirá para o Norte Pequeno pelo caminho da Penedia, ou seguindo em frente fará um desvio para explorar a Fajã das Pontas, mas terá sempre de regressar a este ponto para regressar ao início do trilho. Se optar pela Fajã das Pontas descerá sempre até encontrar um pequeno portinho de pesca, algumas casas e uma zona costeira muito aprazível. Depois volte para trás, suba o caminho da penedia e, sempre atento à sinalética, chegará ao ponto de partida.

## Espéciesornitológicasobserváveis ao longo do ano
- Gaivina (Laridae)
- Freira-do-bugio (Pterodroma feae)
- Cagarra-de-cory (Calonectris diomedea) (65% da população mundial desta espécie reproduz-se nos Açores)
- Estapagado (Puffinus puffinus)
- Angelito (Oceanodroma castro)
- Rabo-de-palha-de-bico-vermelho (Phaethon aethereus)
- Marrequinha-comum (Anas crecca)
- Pato-real (Anas platyrhynchos)
- Codorniz (Coturnix coturnix)
- Galinha-d'água-comum (Gallinula chloropus)
- Borrelho-de-coleira-interrompida (Charadrius alexandrinus)
- Narceja (Gallinago gallinago)
- Galinhola (Scolopax rusticola)
- Gaivota-do-cáspio (Larus cachinnans)
- Garajau-comum (Sterna hirundo)
- Garajau-rosado (Sterna dougallii)
- Garajau-escuro (Sterna fuscata)
- Pombo-das-rochas (Columba livia)
- Pombo-torcaz-dos-açores (Columba palumbus azorica)
- Mocho-pequeno (Asio otus)
- Alvéola-cinzenta (Motacilla cinerea)
- Estorninho-malhado (Sturnus vulgaris)
- Toutinegra-de-barrete-preto (Sylvia atricapilla)
- Estrelinha-de-poupa (Regulus regulus)
- Pisco-de-peito-ruivo (Erithacus rubecula)
- Melro-preto (Turdus merula)
- Pardal-comum (Passer domesticus)
- Canário (Serinus canaria)
- Verdilhão (Carduelis chloris)
- Pintassilgo (Carduelis carduelis)

## Fauna marítima observável nas fajãs
- Solha (Bothus podas maderensis),
- Salmonete (Mullus surmuletus),
- Peixe-balão (Sphoeroides marmoratus),
- Garoupa (serranídeos),
- Bodião (labrídeos),
- Sargo (Dictyota dichotoma),
- Ouriço-do-mar-negro (Arbacia lixula),
- Ouriço-do-mar-roxo (Strongylocentrotus purpuratus),
- Lapa (Docoglossa),
- Peixe-porco (Balistes carolinensis),
- Caranguejo-eremita (Calcinus tubularis),
- Peixe-rei (Coris julis),
- Polvo (Octopus vulgaris),
- Estrela-do-mar (Ophidiaster ophidianus),
- Água-viva (Pelagia noctiluca),
- Caravela-portuguesa (Physalia physalis),
- Ratão (Taeniura grabata),
- Chicharro (Trachurus picturatus).
- Toninha-brava (Tursiops truncatus),
- Tartaruga-careta (Caretta caretta).
- Craca (Megabalanus azoricus).

## Flora marítima dominante
- Alga vermelha (Asparagopsis armata).
- Alga Roxa (Bonnemaisonia hamifera).
- Anémona-do-mar (Alicia mirabilis),
- Anémona-do-mar (Actiniaria),
- Alga castanha (Dictyota dichotoma),
- Ascídia-flor (Distaplia corolla),
- Musgo (Pterocladiella capillacea),
- Erva-patinha-verde (Ulva intestinalis),
- Alface do mar (Ulva rigida)